# Micipsa
Micipsa (? - 118 a. C.) (en Tifinagh: ⵎⵉⵙⵉⵒⵙⴰ Misipsa, en lenguas bereberes: MKWSN, en púnico: 𐤌𐤊𐤅𐤎𐤍), hijo y sucesor de Masinisa, fue un rey de Numidia. Heredó el trono en 148 a. C.) y reinó durante cerca de treinta años, hasta su muerte en el 118 a. C. 
Al ocurrir la muerte de su padre, el poder se repartió entre Micipsa y sus hermanos Gulussa y Mastanabal, que se ocuparon respectivamente de la dirección del ejército y de la administración de justicia. Su política exterior fue una continuación de la de Masinisa, apoyando a Roma contra Cartago en la tercera guerra púnica y luego en las guerras lusitanas contra Viriato, para las que envió arqueros, honderos y elefantes a Escipión Emiliano.
Micipsa fue el padre de Hiempsal y Aderbal. Adoptó a su sobrino Jugurta (hijo de su hermano Mastanabal) que llegó a ser en su día, rey de Numidia. Tras su muerte el reino se dividió entre los tres, pero pronto se impuso Jugurta a sus competidores.

## Biografía

### Nombre
El nombre original de Micipsa, cuya forma líbico atestiguada es «MKWSN», que sería la forma consonante de «ameseskaw», un término que significa «el que construye», y proviene de la raíz bereber «SKW» que significa «construir».

### Juventud
En el año 151 a. C. Masinisa envió a Micipsa y a su hermano Gulussa a Cartago para exigir que se permitiera el regreso de los políticos pro-númidas exiliados, pero se les negó la entrada en las puertas de la ciudad. Cuando el partido real se fue, Amílcar el Samnita y un grupo de sus seguidores atacaron el convoy de Micipsa, matando a algunos de sus sirvientes. Este incidente llevó a un ataque de represalia contra la ciudad cartaginesa de Oroscopa que anunció el comienzo de la guerra cartaginesa númida y finalmente precipitó la tercera guerra cartaginesa-púnica.

### Sucesión

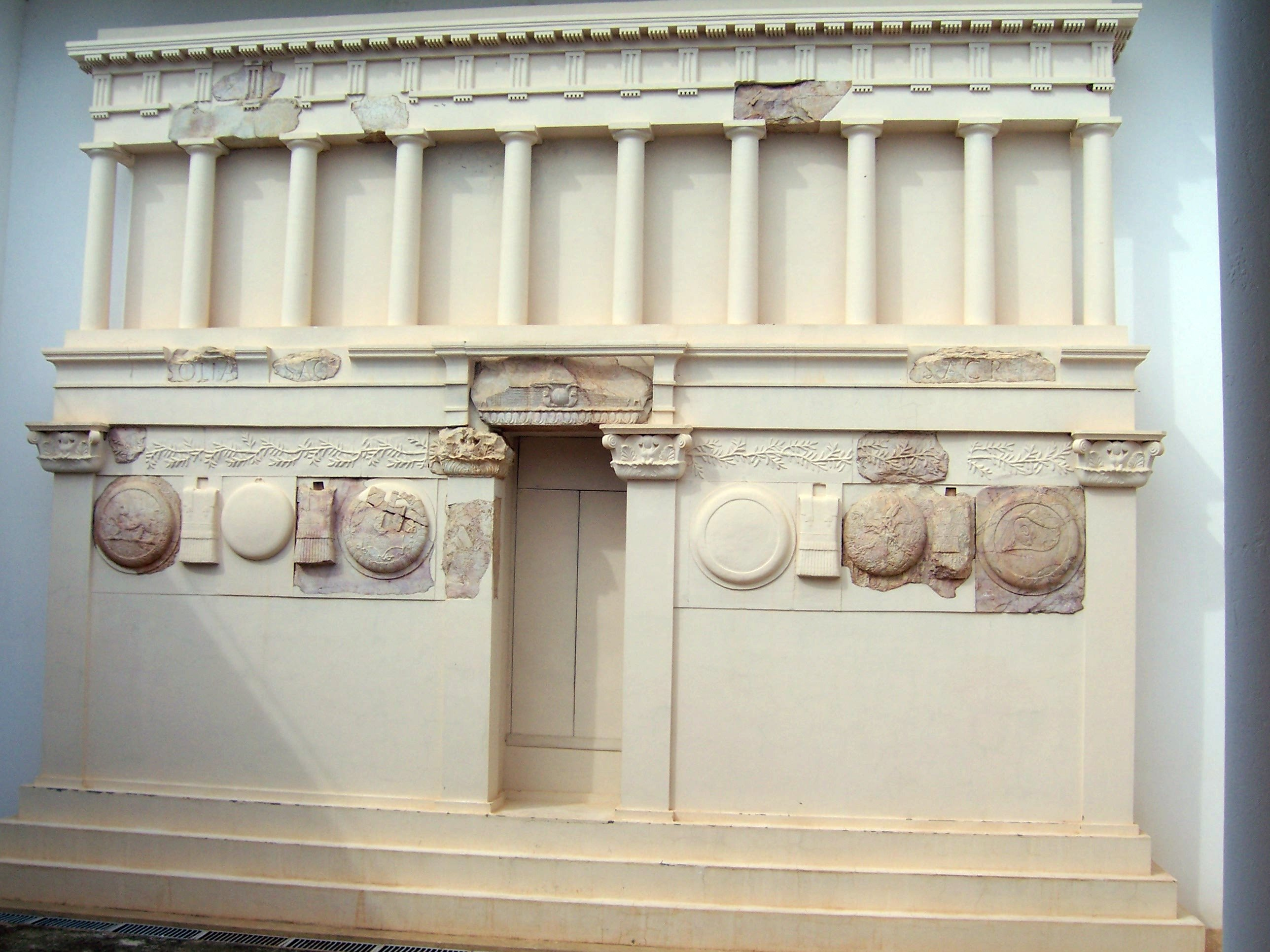
Reconstrucción de la fachada de un monumento real númida que fue construido alrededor del 139 a. C., en el décimo año del reinado del rey Micipsa, en memoria de su padre, Masinisa.

En la primavera del 148 a. C.,  Masinisa murió y el reino de Numidia fue dividido entre los tres hijos del rey, Micipsa, Gulussa y Mastanabal, por Escipión Emiliano, a quien Masinisa había dado el poder de administrar su territorio. Micipsa recibió como parte de su herencia la capital de Numidia, Cirta (con el palacio real y la actual tesorería), Gulussa recibió el cargo del ejército y Mastanabal la administración de la justicia.
Los hijos continuaron la política de su padre y su apoyo a Roma en su guerra contra Cartago. Aunque Micipsa vaciló un poco en su apoyo a Roma, «siempre prometiendo armas y dinero... pero siempre retrasándose y esperando a ver qué pasaba». En el año 146 a. C., cuando el hijo ilegítimo de Mastanabal, Jugurta, tenía 14 años, Cartago fue destruida por los romanos y los númidas. Poco después, Gulussa murió, y más tarde Mastanabal dejó el control de todo el territorio a Micipsa. Durante el reinado de Micipsa, el progreso cultural y comercial de Numidia se incrementó enormemente, especialmente cuando miles de cartagineses huyeron a Numidia tras la destrucción de Cartago. Fue el primero en establecer Iol Caesarea (actual Cherchell, en Argelia) como la capital de la corte de Numidia.
Micipsa tuvo dos hijos, Hiempsal y Aderbal y se dice que añadió a su hijo ilegítimo, Jugurta, que fue tratado como el hijo del rey y recibió un sólido entrenamiento militar. Micipsa siguió siendo un aliado leal a Roma, proporcionando asistencia militar cuando se le solicitaba. En el 142 a. C., el general romano Quinto Fabio Máximo Serviliano escribió a Micipsa solicitando una división de elefantes de guerra para ayudar en la lucha contra el rebelde lusitano Viriato, y de nuevo en el 134 a. C.., Micipsa envió arqueros, soldados y elefantes para ayudar a Escipión Emiliano a sitiar Numancia, en Hispania, enviando a Jugurta a comandar sus unidades.
Tras la caída de Numancia, Jugurta volvió a casa con una carta de Escipión a su tío. En ella, el general romano elogiaba las hazañas de Jugurta y felicitaba a Micipsa por tener «un padre digno  de él y de su abuelo Masinisa». De resultas de esta carta, el rey adoptó oficialmente a Jugurta y lo nombró coheredero con sus propios hijos.
En el 118 a. C., Micipsa murió, y Numidia, según los deseos del rey, se dividió en 3 partes. Una tercera parte fue gobernada por cada hijo de Micipsa: Aderbal, Hiempsal, y el rey adoptado, Jugurta.